# Jean Le Lann
Pour les articles homonymes, voir Le Lann.
Jean Le Lann est un homme politique français, membre du Centre des démocrates sociaux, né le 20 mars 1914 à Berrien (Finistère) et mort le 22 mai 1985 à Fougères (Ille-et-Vilaine) à 71 ans.

## Biographie
Vétérinaire de profession, il a été élu conseiller général du canton de Fougères-Sud lors des élections cantonales de 1961 ; il a occupé ce siège pendant 24 ans.
Il est devenu député CD de la cinquième circonscription d'Ille-et-Vilaine lors des élections législatives de 1962. Il n’effectue qu’un mandat à l’Assemblée nationale.

## Mandats
- 1961 à 1985 : conseiller général du canton de Fougères-Sud
- 1962 à 1967 : député de la cinquième circonscription d'Ille-et-Vilaine